# Гирский, Степан Богданович
Степа́н Богдано́вич Гирский (укр. Степан Богданович Гірський; 8 января 1991, Львов) — украинский футболист, защитник

## Биография

### Клубная карьера
Степан учился во львовской средней школе № 82 и когда он был в третьем классе вместе с друзьями он пошёл в футбольную секцию «Карпат». Кроме футбола он занимался баскетболом, теннисом, и даже бальными танцами. Гирский является воспитанником львовских «Карпат», где его тренером был Андрей Гринер. В августе 2007 года в составе «Карпат» стал победителем третьего международного турнира «Кубок „Карпат“», где был признан лучшим защитником турнира. В детско-юношеской футбольной лиге Украины выступал с 2004 года по 2008 год, где был одним из лидеров «Карпат». В июле 2008 года в финальном турнире ДЮФЛ Гирский был признан лучшим защитником турнира.
В июле 2008 года после выпуска из ДЮСШ подписал контракт с «Карпатами» и стал выступать за «Карпаты-2», которые выступали во Второй лиги Украины. 20 июля 2008 года дебютировал в составе «Карпат-2» в выездном матче против хмельницкого «Динамо» (1:0), Гирский отыграл весь поединок и в этой игре также получил жёлтую карточку. В следующей игре 25 июля 2008 года в домашнем матче против черновицкой «Буковины» (1:3), на 58 минуте он забил единственный гол команды в ворота Василия Раковицы.
В сентябре 2008 года в составе молодёжного состава «Карпат» выступал на международном турнире Кубок Кароля Войтылы, команда дошла до финала, где уступила «Лацио» (3:1). Всего за «Карпаты-2» он выступал на протяжении полугода и провёл 16 игр и забил 1 мяч, также получил 6 жёлтых карточек.
Зимой 2009 года Роман Толочко взял Степана в дубль «Карпат», которые выступали в молодёжном первенстве Украины. 28 февраля 2009 года дебютировал в молодёжном чемпионате в домашнем матче против одесского «Черноморца» (1:0), Гирский вышел на 67 минуте вместо Евгения Тарасенко. Вначале он выходил на замены, но в последних 3 играх первенства он отыграл полные 90 минут. Провести больше игрового времени ему помешала травма, сотрясение мозга, полученная в расположении юношеской сборной Украины. Всего в сезоне 2008/09 он сыграл в 10 матчах.
В следующем сезоне Гирский постепенно стал основным игроком и капитаном команды. Зимой 2010 года вместе с молодёжной командой «Карпат» побывал на сборах в Турции, где в одной из товарищеских играх получил травму ахилла. Из-за которой он пропустил некоторое время. В феврале 2010 года на Кубке Крымтеплицы «Карпаты-2» заняли 6 место, в матче 5 место они уступили «Форосу». В сезоне 2009/10 «Карпаты» впервые стали победителями молодёжного чемпионата, Гирский сыграл в 27 играх.
В июле 2010 года попал в заявку «Карпат» на Лигу Европы. 22 сентября 2010 года дебютировал в основном составе «Карпат» в матче 1/16 финала Кубка Украины против комсомольского «Горняка-Спорт» (0:5), Гирский отыграл весь матч. Зимой 2011 года впервые поехал на сборы в составе основной команды «Карпат» в Испанию. Гирский выступал на турнире Copa del Sol, «Карпаты» в итоге дошли до финала где обыграли донецкий «Шахтёр» (1:0), однако в финале он не сыграл. В феврале 2011 года также побывал на сборах в Турции.
15 мая 2011 года дебютировал в Премьер-лиге Украины в выездном матче против донецкого «Металлурга» (4:1), главный тренер Олег Кононов выпустил Гирского на 89 минуте вместо Игоря Ощипко. В молодёжном первенстве сезона 2010/11 он сыграл в 26 играх и забил 1 мяч (в ворота луцкой «Волыни»).
Летом 2011 года участвовал в сборах «Карпат» в Австрии. После того, как «Карпаты» возглавил Павел Кучеров Гирский стал чаще попадать в основной состав играя на позиции правого защитника. После первой половины сезона 2011/12 сайт Football.ua назвал его открытием первой части сезона в составе «Карпат».
До конца 2013 года отдан в аренду в тернопольскую «Ниву». Затем как полноценный игрок провёл 3 игры за ФК «Полтава». В феврале 2015 года перешёл в польский клуб «Хробры» из Глогува.
21 января 2016 года стал игроком клуба «Тыхы», с которым подписал годичный контракт с опцией продления ещё на год.

### Карьера в сборной
Гирский был вызван на международный турнир в Бельгии в марте 2007 года. 7 марта 2007 года дебютировал в юношеской сборной Украины до 17 лет в матче против сборной Северной Ирландии (1:3), Гирский вышел на 54 минуте вместо Максим Воробья. В марте 2007 года вместе с юношеской сборной участвовал в турнире Кубок Молдавии, Украина заняла 4 место. В матче за 3 место команда уступила Кипру в серии пенальти. На этом турнире он провёл 3 из 4 матчей, выступая на позиции левого защитника.
В июне 2007 года был приглашён Анатолием Бузником на мемориал Виктора Банникова. В итоге Украина дошла до финала, где проиграла Турции со счётом (0:2). На турнире он провёл 4 игры. В июле 2007 года принял участие в турнире Черноморские игры, которые проходили в Турции, Гирский сыграл в 3 матчах, в которых забил 1 гол (в ворота Греции).
В сентябре 2007 года в составе юношеской сборной до 17 лет стал серебряным призёром турнира Syrenka Cup, который проходил в Польше. В финальном матче Украина уступила Чехии (1:1 основное время, по пенальти 5:6). Вместе с командой Гирский поехал на игры квалификационного раунда чемпионата Европы 2008 среди сборных не старше 17 лет, однако там не сыграл.
В конце ноября 2007 года принял участие в двух товарищеских матчах против Италии. В феврале участвовал на турнире в Испании, в городе Ла-Манга. Всего за юношескую сборную Украины до 17 лет сыграл в 20 играх и забил 1 мяч.
22 октября 2008 года дебютировал в составе юношеской сборной Украины до 19 лет в товарищеском матче против Швейцарии (0:0). В апреле 2009 года вместе с командой Гирский стал бронзовым призёром турнира Slovakia Cup. Всего за сборную до 19 лет он провёл 4 игры.
В июле 2010 года впервые был вызван Павлом Яковенко в расположение молодёжной сборной Украины.

## Достижения
- Победитель молодёжного чемпионата Украины: 2009/10

## Личная жизнь
Мать зовут Любовь, отца Богдан. Степан младший сын в семье, старший Тарас Гирский (1989). Он также воспитанник львовских «Карпат», выступал за ряд любительских клубов.
Степан учится во Львовском государственном университете физической культуры.